# Бруклін Декер
Бру́клін Даніє́лла Де́кер (англ. Brooklyn Danielle Decker; нар. 12 квітня 1987 року, Кеттерінг, Огайо, США) — американська модель і акторка.

## Життєпис
Народилась у сім'ї медсестри та продавця кардіостимуляторів, має брата Джордана, молодшого на 3 роки. З сім'єю Бруклін переїхала в Мідлтаун, пізніше у Метьюс. У підлітковому віці працювала в торговельному центрі.
2003 року була названа моделлю року на нагородженні Connections Model and Talent Convention. У січні 2011 року в інтерв'ю журналу «Self» модель повідомила, що страждає на харчовий розлад.
Одружена з американським тенісистом Енді Роддіком. Фанатка баскетбольних команд Tar Heel і Carolina Panthers.

## Кар'єра
Почала кар'єру з Mauri Simone, популярного бренду суконь для випускних вечорів.
Декер співпрацювала з журналами «Teen Vogue», «Cosmopolitan», «FHM» і «Glamour», а також з агентствами The Gap, Intimissimi та Victoria's Secret. Модель з'явилась у відеокліпах Джиммі Буффетта та гурту «3 Doors Down».
2006 року Бруклін вперше з'явилась на обкладинці видання «Sports Illustrated». Пізніше її фотографії ще тричі публікуватись у журналі: 2007, 2008 та 2010 роках. Була на обкладинках таких журналів, як Women's Health, Flare, Petra, Alpha, GQ, Esquire, Glamour, Fitness, Page Six, Ocean Drive, Self, Redbook. 
Зіграла епізодичну роль у телесеріалі «Чак». Була претенденткою на роль у фільмі «Трансформери: Темна сторона Місяця», яку згодом отримала Роузі Гантінгтон-Вайтлі.
Була запрошена суддею в 5 сезоні німецького варіанту шоу Next Topmodel. Розробила обкладинку 2010 Sports Illustrated Swimsuit. 
Журнал Men's Health включив Бруклін Декер у список «100 найсексуальніших жінок всіх часів». 

## Фільмографія
| Рік       |    | Українська назва                   | Оригінальна назва                    | Роль                                      |
| --------- | -- | ---------------------------------- | ------------------------------------ | ----------------------------------------- |
| 2015—2021 | с  | Грейс і Френкі                     | Grace and Frankie                    | Мелорі Генсон (основна роль, 79 епізодів) |
| 2018      | ф  | Підтримай дівчат                   | Support the Girls                    | Кара                                      |
| 2017      | ф  | Групова терапія                    | Band Aid                             | Кендіс                                    |
| 2016      | ф  | Випадкові зв'язки                  | Casual Encounters                    | Лора Леонард                              |
| 2016      | ф  | Пісня про кохання                  | Lovesong                             | Лілі                                      |
| 2015      | ф  | Результати                         | Results                              | Ерін                                      |
| 2014      | ф  | Драйвер на ніч                     | Stretch                              | Кендес                                    |
| 2014      | с  | Друзі з кращого життя              | Friends with Better Lives            | Джулз Теллі (основна роль, 13 епізодів)   |
| 2014      | кф | Секс утрьох із Блуклін Декер       | Brooklyn Decker Threesome            |                                           |
| 2013      | с  | Новенька                           | New Girl (2011—2018)                 | Голлі (1 епізод)                          |
| 2012      | с  | Ліга                               | The League (2009—2015)               | Джина Джибіатті (3 епізоди)               |
| 2012      | ф  | Чого чекати, коли чекаєш на дитину | What to Expect When You're Expecting | Скайлер                                   |
| 2012      | ф  | Морський бій                       | Battleship                           | Сем Шейн                                  |
| 2011      | ф  | Дружина напрокат                   | Just Go with It                      | Палмер Додж                               |
| 2009      | с  | Погануля Бетті                     | Ugly Betty                           | Лексі (1 епізод)                          |
| 2009      | ф  | Сексоголік                         | Solitary Man                         | жінка на пляжі (немає в титрах)           |
| 2009      | с  | Дорогий доктор                     | Royal Pains                          | Рейчел Райдер (1 епізод)                  |
| 2009      | с  | Чак                                | Chuck (2007—2012)                    | здобувачка вакансії (1 епізод)            |
| 2007      | тф | Ліпшиц рятує світ                  | Lipshitz Saves the World             | Ребекка Фелліні                           |